# Gilles Cistac
Gilles Cistac (* 1961 in Toulouse, Frankreich; † 3. März 2015 in Maputo, Mosambik) war ein französisch-mosambikanischer Verfassungsrechtler.

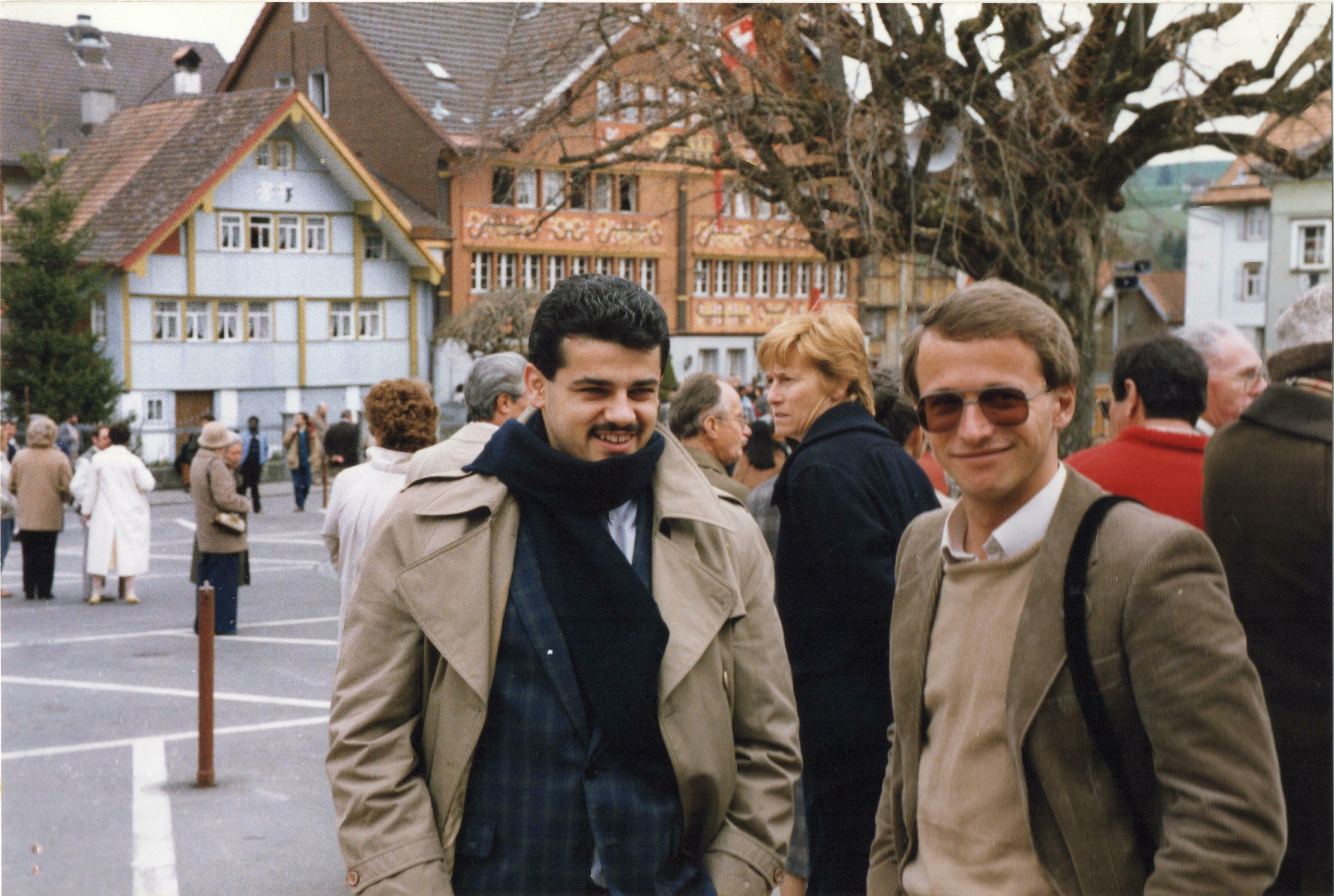
Gilles Cistac (links) gemeinsam mit Adolf Heschl bei der Landsgemeinde Appenzell 1986

## Leben
Gilles Cistac wurde 1961 in der südfranzösischen Stadt Toulouse geboren. Sein Studium des öffentlichen Rechts absolvierte er ebenfalls in Toulouse, wo er 1998 auch promovierte. Von 1985 bis 1986 war Gilles Cistac Stipendiat der Helvetischen Konföderation an der Universität Genf, wo er sich insbesondere mit Fragen des internationalen Rechts beschäftigte. Im Frühjahr 1986 nahm er zusammen mit anderen Stipendiaten an einer Exkursion der Universität Genf zur Landsgemeinde Appenzell teil, wo jedes Jahr die anwesenden Stimmbürger per Handzeichen über aktuelle Anträge abstimmen.

### Umzug nach Mosambik
1993 kam Cistac als Berater im Auftrag des französischen Außenministeriums erstmals nach Maputo, wo er unter anderem für Universidade Eduardo Mondlane arbeitete. Nach kurzer Rückkehr nach Frankreich siedelte er 1995 dauerhaft nach Maputo um, wo er seitdem als Hochschullehrer Jura an der staatlichen Universidade Eduardo Mondlane dozierte. Bis zu seinem Tod war er stellvertretender Leiter der Forschungsstelle der juristischen Fakultät. 2008 entstand auf sein Betreiben hin das Centro de Estudos sobre a Integração Regional (CEDIR), ein kleines Forschungszentrum, das sich der Harmonisierung des Rechts innerhalb der SADC annimmt.
2009 erhielt Cistac den Ordre des Palmes Académiques im Range des Ritters (Chevalier) für seine Verdienste um die Dezentralisierung des Landes, die höchste Auszeichnung in Frankreich für Verdienste um das französische Bildungswesen. 2010 nahm Cistac zusätzlich die mosambikanische Staatsbürgerschaft an.

### Tod

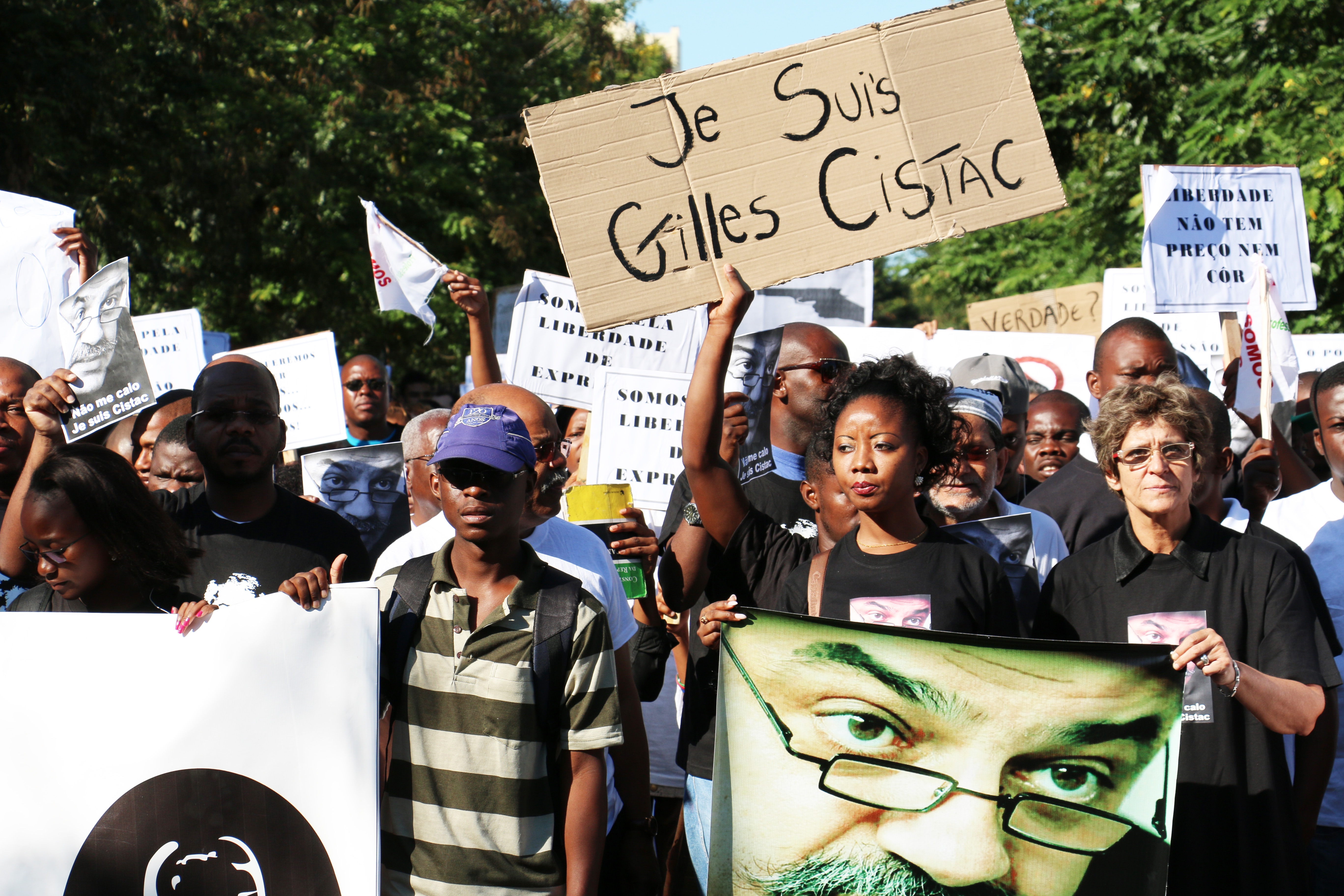
Gedenkmarsch zu Ehren von Gilles Cistac in Maputo am 7. März 2015, in vorderer Reihe Ivone Soares, RENAMO-Fraktionsvorsitzende im nationalen Parlament

Cistac starb am Morgen des 3. März 2015, nachdem er beim Einsteigen in ein Taxi vor einem Straßencafé im Stadtteil Polana aus einem vorbeifahrenden Auto angeschossen worden war. Wenige Stunden später erlag Cistac seinen Verletzungen im Zentralkrankenhaus von Maputo. Die Oppositionspartei RENAMO wie auch Oppositionsmedien beschuldigen radikale Kräfte der FRELIMO, Cistac erschossen zu haben, was die FRELIMO-Führung bestritt. Mehrere Gedenk- und Demonstrationszüge gedachten des Verfassungsrechtlers, Botschaften verschiedener Staaten, unter anderem Frankreichs, der EU und der Vereinigten Staaten, verurteilten den Mord und forderten eine schnelle Aufklärung der Hintergründe.
Der Mord an Cistac gilt als weiteres Zeichen für die Verschärfung der seit 2013 bestehenden politischen Krise in Mosambik.
Cistacs Leichnam wurde am 12. März 2015 nach Frankreich überführt.
Im Zuge der Ermittlungen nahm die mosambikanische Polizei zwei Verdächtige fest, die jedoch wieder freigelassen wurden. Der Mord ist bis heute ungeklärt, Menschenrechtsaktivisten beklagen, dass die Polizei sehr langsam bis „gar nicht“ ermitteln würde.

## Öffentliches Wirken
Cistac galt als Kritiker der seit 1975 regierenden FRELIMO-Partei und gab des Öfteren Interviews in oppositionellen Medien, auch wenn er sich selbst als parteilos bezeichnete. Er kritisierte unter anderem konstante Verletzung der Menschenrechte, die Vereinnahmung des Staatsapparats durch die Partei, die Machtfülle der Exekutive und die schwache, parteiische mosambikanische Staatsanwaltschaft.
Nach den Parlaments- und Präsidentschaftswahlen 2014 protestierte die größte Oppositionspartei RENAMO gegen die Ergebnisse, laut denen die FRELIMO haushoch gewann. Insbesondere forderte die RENAMO, die Provinzen, in denen sie die meisten Stimmen erlangen konnte, selbst regieren zu dürfen – bisher werden die Provinzgouverneure von der Zentralregierung in Maputo ernannt. Oppositionsführer Dhlakama forderte die Einführung „Autonomer Provinzen“ und damit eine Föderalisierung des zentral regierten Landes. Die FRELIMO, insbesondere Staatspräsident Nyusi, lehnte dies mit der Begründung ab, dies sei verfassungsrechtlich gar nicht möglich. Cistac widersprach Nyussi, dass die Verfassung sehr wohl die Möglichkeit vorsehe, föderale Strukturen unterhalb der Zentralregierung einzuführen, und entwarf für die RENAMO ein Gesetzesprojekt, das in der Assembleia da República diskutiert werden soll.
Insbesondere der FRELIMO nahestehende Medien kritisierten Cistac für seine Äußerungen. Der Sprecher der FRELIMO, Damião José, warf Cistac Lügen und Unehrlichkeit vor, zudem sei er undankbar gegenüber dem mosambikanischen Volk, obwohl dieses ihn doch „freundlich“ aufgenommen habe.

## Privates
Gilles Cistac war Witwer und hinterließ ein Kind.

## Werke (Auswahl)
Gilles Cistac veröffentlichte mehr als 50 Schriften und Werke zu mosambikanischem Recht.
- O direito eleitoral moçambicano – Le droit électoral mozambicain (1994)
- O tribunal administrativo de Moçambique (1997)
- Aspectos jurídicos, económicos e sociais do uso e aproveitamento da terra (2003)
- Turismo e desenvolvimento local (2007)
- 10 anos de descentralização em Moçambique : os caminhos sinuosos de um processo emergente (2008)
- Direito processual administrativo contencioso teoria e prática (2010)
- Manual Prático de Jurisprudência Eleitoral (2011), ISBN 978-989-670-026-3
- Aspectos jurídicos da integração regional (2012), ISBN 978-989-670-031-7